# NGC 255
NGC 255 é uma galáxia espiral barrada (SBbc) localizada na direcção da constelação de Cetus. Possui uma declinação de -11° 28' 06" e uma ascensão recta de 0 horas, 47 minutos e 47,3 segundos.
A galáxia NGC 255 foi descoberta em 27 de Novembro de 1785 por William Herschel.